# Czefur
Czefur – przesiedleniec z południowych republik byłej Jugosławii (XX w.). W Słowenii są to ludzie, którzy przybyli z ziem leżących na południe lub wschód od rzeki Kupy. Zamieszkują oni dzielnicę Lublany – Fužiny. Łącznie ich liczebność określa się na ok. 30 tys. w tym 10 tys. jako nielegalnie zamieszkujący teren Słowenii. Określenie to obarczone jest bagażem konotacji antysemickich: słowo pochodzi bowiem najprawdopodobniej z serbskiego i chorwackiego Čivut, Čift, tj. Żyd, a końcówka -ur ma zabarwienie pejoratywne. Czefur to osoba, która żyje na terytorium określonego państwa, a nie jest członkiem tamtejszej większości narodowej. Termin ten w słowniku języka słoweńskiego pojawił się w 1991 roku.
W 2008 roku powstała powieść Czefurzy raus! Gorana Vojnovicia. Powieść w encyklopedycznym skrócie tworzy obraz miejskiej subkultury. Lublańskie Fužiny to również język czefurski (mieszanka języka słoweńskiego, serbsko-chorwackiego i in.), który towarzyszy dorastaniu Marka i jego konfliktom związanym z poszukiwaniem tożsamości, z buntem przeciw rodzicom i z konfrontacją ze stereotypami. Z gorzko-słodkiego humoru opowieści Marka wyłania się los mieszkańców Fužin. W 2013 roku na podstawie powieści powstał film o tym samym tytule, wyreżyserowany przez Marko Bulca.